# Kedatuan de Madja-as
La Confederación/Kedatuan de Madja-as fue una legendaria entidad política precolonial suprabarangánica en la isla de Panay en Filipinas. Se menciona en el libro de Pedro Monteclaro titulado Maragtas. Supuestamente fue creado por Datu Sumakwel para ejercer su autoridad sobre todos los demás datus de Panay. los Maragtas también aparecieron en el fraile agustino, Rev. Fr. Los relatos bisayanos de Tomas Santaren sobre los primeros asentamientos de Borneo (originalmente una parte del apéndice del libro Igorrotes: estudio geográfico y etnográfico sobre algunos distritos del norte de Luzon Igorots: a Geographic and etnographic study of ciertos distritos del norte de Luzón por el padre Angel Perez) Además, los personajes y lugares mencionados en el libro Maragtas, como Rajah Makatunaw y Madj-as, se pueden encontrar en Ming Dynasty Annals and Arabic Manuscripts. Sin embargo, las fechas escritas son anteriores, ya que se registró que Rajah Makatunaw databa de 1082 d. C. y era descendiente de Seri Maharajah (según los anales chinos), mientras que el libro de Maragtas lo ubicaba en el año 1200. J. Carrol en su artículo: "The Word Bisaya in the Philippines and Borneo" (1960) piensa que podría haber evidencia indirecta en la posible afinidad entre Visayans y Melanaos, ya que especula que Makatunao es similar con el antiguo líder de Melanao llamado "Tugao". Los anales y mapas chinos registran Madja-as como está marcado con la ciudad de Yachen 啞陳 (Oton, que es un distrito en Panay, una isla bajo Madja-as Kedatuan)

## Origen
A raíz de la invasión Chola de Srivijaya, Datu Puti lideró algunos datus disidentes de Borneo (incluido el actual Brunéi, que entonces era la ubicación de Vijayapura estado que era una colonia local del imperio hindú-budista Srivijaya) y Sumatra en una rebelión contra Rajah Makatunao, que era un Rajah local designado por Chola. Esta leyenda oral de los antiguos hiligaynons que se rebelaron contra Rajah Makatunao tiene corroboración en los registros chinos durante la dinastía Song cuando los eruditos chinos registraron que el gobernante durante una reunión diplomática de febrero de 1082 d. C. era Seri Maharaja, y su descendiente era Rajah Makatunaw y estaba junto con Sang Aji. (abuelo del sultán Muhammad Shah). Madja-as podría tener una historia incluso anterior, ya que Robert Nicholl declaró que una alianza de Bruneian (Vijayapuran) y Madjas (Mayd) había existido contra China ya en los años 800. Según Maragtas, los disidentes contra el gobierno del nuevo Rajah y su séquito intentaron revivir Srivijaya en un nuevo país llamado Madja, como en las islas Visayas (un archipiélago que lleva el nombre de Srivijaya) en Filipinas. Al ver cómo el Imperio Srivijayan real llegó incluso a la costa exterior de Borneo, que ya es vecina de Filipinas, el historiador Robert Nicholl dio a entender que los Srivijayans de Sumatra, Vijayans de Vijayapura en Brunéi y Visayans en Filipinas estaban todos relacionados y conectados entre sí. ya que forman un área contigua. Madja-as era un Kadatuan/Kedatuan precolonial en el centro de Filipinas. Según la antigua tradición registrada por P. Francisco Colin, SJ, uno de los primeros misioneros españoles en Filipinas, Además, un historiador musulmán mayor, Ibn Said, citó textos árabes que afirman que al norte de Muja (nombre árabe para el noroeste de Borneo) se encuentra la isla de Mayd en Filipinas, y Mayd forma una ortografía similar a Madj(a)-s como.
La politia de Pannai era una nación militante asentada por guerreros-monásticos como lo demuestran las ruinas del templo en el área, ya que estaba aliada bajo el Sri-Vijaya Mandala que defendió el Estrecho de Malaca plagado de conflictos. El pequeño reino comerciaba y simultáneamente rechazaba a cualquier armada china, indonesia, india o árabe sin licencia que a menudo guerreaba o pirateaba el estrecho de Malaca y, para un país pequeño, eran expertos en derribar armadas más grandes que él mismo, un esfuerzo difícil de lograr. lograr en el estrecho de Malaca, que fue uno de los cuellos de botella marítimos más disputados del mundo por donde, hoy en día, pasa la mitad del comercio mundial. El poder naval de Pannai tuvo éxito en vigilar y defender las rectas de Malaca para el Mandala de Srivijaya hasta que ocurrió la invasión Chola de Srivijaya, en la que un ataque sorpresa por la espalda, procedente de la capital ocupada, dejó la política militante de Pannai vulnerable a un asalto desprotegido desde el flanco trasero. Los invasores Chola finalmente destruyeron la política de Pannai y se dice que sus soldados, miembros de la realeza y eruditos supervivientes fueron expulsados hacia el este. En sus 450 años de ocupación de Sumatra, se negaron a ser esclavizados al Islam, Taoísmo o Hinduismo después de la disolución de la entidad política. Las personas que se quedaron en Pannai tienen una tradición oral en la que dicen que los eruditos, soldados y nobles de alta cuna de Pannai que se negaron a jurar lealtad a un imperio invasor traicionero, siguieron fielmente a sus reyes, los "datus" y "huyó a otras islas".

## Dispersión
Poco después del desembarco de la expedición, los inmigrantes malayos de Borneo entraron en contacto con los nativos de la isla, que se llamaban Atis o Agtas. Algunos escritores han interpretado estos Atis como Negritos. Otras fuentes presentan evidencia de que no eran en absoluto las personas originales del tipo Negrito, sino que eran del tipo austronesio bastante alto y de piel oscura. Estos Atis nativos vivían en aldeas de casas bastante bien construidas. Poseían tambores y otros instrumentos musicales, así como variedad de armas y adornos personales, muy superiores a los conocidos entre los Negritos. Se llevaron a cabo negociaciones entre los recién llegados y los nativos Atis para la posesión de una amplia extensión de tierra a lo largo de la costa, con centro en el lugar denominado Andona, a una distancia considerable del lugar de desembarco original. Se habla de algunos de los obsequios de los bisayanos a cambio de esas tierras, primero, un collar de cuentas de oro tan largo que tocaba el suelo cuando se usaba y, segundo, un salakot, o sombrero nativo cubierto con oro. La venta se celebró con una fiesta de amistad entre los recién llegados y los nativos, tras la cual estos últimos entregaron formalmente la posesión del asentamiento. Posteriormente, el sacerdote que habían traído de Borneo realizó una gran ceremonia religiosa y un sacrificio en honor de los antiguos dioses de los colonos. Se refirieron a estos dioses como "Diwatas", que es la versión localizada del hindú-sánscrito Devata (देवता). Los Atis fueron los que se refirieron a los habitantes de Borneo como mga Bisaya, lo que algunos historiadores interpretarían como la manera de los Atis de distinguirse de los colonos blancos.
Después de la ceremonia religiosa, el sacerdote indicó que era la voluntad de los dioses que no se establecieran en Andona, sino en un lugar a cierta distancia hacia el este llamado Malandog (ahora un Barangay en Hamtik, Provincia de Antique), donde había tanto tierra fértil para la agricultura como un abundante suministro de pescado en el mar. Después de nueve días, todo el grupo de recién llegados fue trasladado a Malandog. En este punto, Datu Puti anunció que ahora debía regresar a Borneo. Nombró a Datu Sumakwel, el más viejo, más sabio y más educado de los datus, como jefe del asentamiento de Panayan. Sin embargo, no todos los Datu permanecieron en Panay. Dos de ellos, con sus familias y seguidores, partieron con Datu Puti y viajaron hacia el norte. Después de una serie de aventuras, llegaron a la bahía de Taal, que también se llamaba Lago Bombon en Luzón. Datu Puti regresó a Borneo a través de Mindoro y Palawan, mientras que el resto se instaló en el lago Taal.

## Reconquista y saqueo de la patria original invadida
Según el fraile agustino, el reverendo p. Santaren, Datu Macatunao o Rajah Makatunao es el “sultán de los Moros”, y pariente de Datu Puti que se apoderó de las propiedades y riquezas de los diez datus. Los guerreros de Borneo Labaodungon y Paybare, después de enterarse de esta injusticia de su suegro Paiburong, navegaron a Odtojan en Borneo, donde gobernaba Makatunaw. Los guerreros saquearon la ciudad, mataron a Makatunaw y su familia, recuperaron las propiedades robadas de los 10 datus, esclavizaron a la población restante de Odtojan y navegaron de regreso a Panay. Labaw Donggon y su esposa, Ojaytanayon, se establecieron más tarde en un lugar llamado Moroboro. Luego hay descripciones de varios pueblos fundados por los datus en Panay y el sur de Luzón.

## Integración a las Indias Orientales Españolas
Los españoles desembarcaron en Batan (en el territorio nororiental de Panay, actualmente llamado Provincia de Aklan), en 1565. El Cacique de este lugar, Datu Kabnayag, trasladó su capital a lo que ahora se llama "Guadalupe". Posteriormente, sin embargo, los datus fueron dominados por los españoles. Tras la conquista española, los lugareños se convirtieron al cristianismo. El padre Andrés Urdaneta bautizó a miles de Aklanons en 1565, por lo que estos asentamientos de la Confederación pasaron a llamarse Calivo.
Legazpi luego repartió Aklan entre sus hombres. Antonio Flores se convirtió en encomendero de todos los asentamientos a lo largo del río Aklan y también fue designado a cargo de la pacificación y la instrucción religiosa. Pedro Sarmiento; se nombró por Batán a Francisco de Rivera; por Mambusao, Gaspar Ruiz de Morales; y por el pueblo de Panay, Pedro Guillén de Lievana.
Posteriormente (en 1569), Miguel López de Legazpi traslada el cuartel general español de Cebú a Panay. El 5 de junio de 1569, Guido de Lavezaris, tesorero real en el archipiélago, escribió a Felipe II informando sobre el ataque portugués a Cebú en el otoño anterior. Una carta de otro oficial, Andrés de Mirandaola (fechada tres días después, 8 de junio), también describía brevemente este encuentro con los portugueses. El peligro de otro ataque llevó a los españoles a trasladar su campamento de Cebú a Panay, que consideraban un lugar más seguro. El mismo Legazpi, en su informe al Virrey en Nueva España (fechado el 1 de julio de 1569), menciona el mismo motivo del traslado de españoles a Panay. Fue en Panay donde se planeó la conquista de Luzón y se lanzó el 8 de mayo de 1570. Los españoles encontraron aliados dispuestos en los nativos animistas-hindúes ya que eran el objetivo de las incursiones musulmanas de los moros de Mindoro.

### El Datus de Madja-as según la tradición oral
| El datus        | Capital                  | Dayang (Consorte) | Niños                                 |
| --------------- | ------------------------ | ----------------- | ------------------------------------- |
| Datu Puti       | Sinugbohan (San Joaquin) | Pinangpangan      |                                       |
| Datu Sumakwel   | Malandog (Antique)       | Kapinangan/Alayon | 1.Omodam 2.Baslan 3.Owada 4.Tegunuko  |
| Datu Bangkaya   | Aklan                    | Katorong          | Balinganga                            |
| Datu Paiburong  | Irong-Irong (Iloilo)     | Pabulangan        | 1.Ilohay Tananyon 2. Ilehay Solangaon |
| Datu Lubay      | Malandog Hamtic          | Ninguno           |                                       |
| Datu Padohinog  | Malandog Hamtic          | Ribongsapay       |                                       |
| Datu Dumangsil  | Rio de Katalan           | Ninguno           |                                       |
| Datu Dumangsol  | Malandog Hamtic          | Ninguno           |                                       |
| Datu Balensucla | Rio de Katalan Taal      | Ninguno           |                                       |